# Overtown
Overtown är en ort i Storbritannien. Den ligger i kommunen North Lanarkshire och riksdelen Skottland, i den centrala delen av landet, 500 km nordväst om huvudstaden London. Overtown ligger 126 meter över havet och antalet invånare är 2 519.
Terrängen runt Overtown är platt norrut, men söderut är den kuperad. Runt Overtown är det tätbefolkat, med 266 invånare per kvadratkilometer. Närmaste större samhälle är Wishaw, 1,9 km norr om Overtown. Trakten runt Overtown består i huvudsak av gräsmarker.